# Abierto Mexicano de Tenis 2022 - Qualificazioni singolare
Le qualificazioni del singolare dell'Abierto Mexicano de Tenis sono state un torneo di tennis preliminare per accedere alla fase finale. I vincitori dell'ultimo turno sono entrati di diritto nel tabellone principale. In caso di ritiro di uno o più giocatori aventi diritto a questi sono subentrati gli alternate, coloro che vengono ammessi al tabellone principale a causa dell'assenza di un lucky loser che possa sostituire il giocatore ritirato. 

## Teste di serie
1. Daniel Altmaier (qualificato)
2. Oscar Otte (qualificato)
3. Kevin Anderson (ultimo turno)
4. Peter Gojowczyk (ultimo turno, lucky loser)

1. Steve Johnson (primo turno)
2. Denis Kudla (ultimo turno, lucky loser)
3. Yoshihito Nishioka (qualificato)
4. Andreas Seppi (primo turno)

## Qualificati
1. Daniel Altmaier
2. Oscar Otte

1. Jeffrey John Wolf
2. Yoshihito Nishioka

## Lucky loser
1. Denis Kudla
2. Stefan Kozlov

1. Peter Gojowczyk

## Tabellone

### Legenda
| - Q = Qualificato - WC = Wild card - LL = Lucky loser | - ALT = Alternate - SE = Special Exempt - PR = Protected Ranking | - w/o = Walkover - r = Ritirato - d = Squalificato |

### Sezione 1
|  | Primo turno | Primo turno      | Primo turno | Primo turno | Primo turno |  |  | Ultimo turno | Ultimo turno    | Ultimo turno | Ultimo turno | Ultimo turno |  |
|  |             |                  |             |             |             |  |  |              |                 |              |              |              |  |
|  | 1           | Daniel Altmaier  | 6           | 3           | 6           |  |  |              |                 |              |              |              |  |
|  |             | Ernesto Escobedo | 2           | 6           | 1           |  |  | 1            | Daniel Altmaier | 4            | 6            | 6            |  |
|  | WC          | Rodrigo Pacheco  | 6           | 4           | 1           |  |  | 6            | Denis Kudla     | 6            | 4            | 2            |  |
|  | 6           | Denis Kudla      | 4           | 6           | 6           |  |  |              |                 |              |              |              |  |

### Sezione 2
|  | Primo turno | Primo turno   | Primo turno   | Primo turno | Primo turno |  |  | Ultimo turno | Ultimo turno  | Ultimo turno | Ultimo turno | Ultimo turno |  |
|  |             |               |               |             |             |  |  |              |               |              |              |              |  |
|  | 2           | Oscar Otte    | Oscar Otte    | 6           | 6           |  |  |              |               |              |              |              |  |
|  |             | Emilio Gómez  | Emilio Gómez  | 3           | 1           |  |  | 2            | Oscar Otte    | 6            | 0            | 7            |  |
|  | Alt         | Stefan Kozlov | Stefan Kozlov | 6           | 6           |  |  | Alt          | Stefan Kozlov | 1            | 6            | 62           |  |
|  | 5           | Steve Johnson | Steve Johnson | 4           | 3           |  |  |              |               |              |              |              |  |

### Sezione 3
|  | Primo turno | Primo turno       | Primo turno       | Primo turno | Primo turno |  |  | Ultimo turno | Ultimo turno      | Ultimo turno | Ultimo turno | Ultimo turno |  |
|  |             |                   |                   |             |             |  |  |              |                   |              |              |              |  |
|  | 3           | Kevin Anderson    | Kevin Anderson    | 6           | 7           |  |  |              |                   |              |              |              |  |
|  | WC          | Nicolas Mejia     | Nicolas Mejia     | 3           | 6           |  |  | 3            | Kevin Anderson    | 7            | 4            | 3            |  |
|  | PR          | Jeffrey John Wolf | Jeffrey John Wolf | 6           | 6           |  |  | PR           | Jeffrey John Wolf | 63           | 6            | 6            |  |
|  | 8           | Andreas Seppi     | Andreas Seppi     | 4           | 2           |  |  |              |                   |              |              |              |  |

### Sezione 4
|  | Primo turno | Primo turno              | Primo turno              | Primo turno | Primo turno |  |  | Ultimo turno | Ultimo turno       | Ultimo turno       | Ultimo turno | Ultimo turno |  |
|  |             |                          |                          |             |             |  |  |              |                    |                    |              |              |  |
|  | 4           | Peter Gojowczyk          | Peter Gojowczyk          | 6           | 6           |  |  |              |                    |                    |              |              |  |
|  | WC          | Gerardo Lopez Villasenor | Gerardo Lopez Villasenor | 1           | 1           |  |  | 4            | Peter Gojowczyk    | Peter Gojowczyk    | 3            | 2            |  |
|  | PR          | Cedrik-Marcel Stebe      | 6                        | 3           | 4           |  |  | 7            | Yoshihito Nishioka | Yoshihito Nishioka | 6            | 6            |  |
|  | 7           | Yoshihito Nishioka       | 1                        | 6           | 6           |  |  |              |                    |                    |              |              |  |